# فرودگاه سیدنی/جی. ای. داگلاس مک‌کاردی
فرودگاه سیدنی/جی. ای. داگلاس مک‌کاردی (به انگلیسی: Sydney/J.A. Douglas McCurdy Airport) یک فرودگاه همگانی باربری با کد یاتا YQY است که یک باند فرود آسفالت دارد و طول باند آن ۱۸۲۷ متر است. این فرودگاه در کشور کانادا قرار دارد و در ارتفاع ۶۲ متری از سطح دریا واقع شده است.

## شرکت‌های هواپیمایی و مقصدهای پروازی
| شرکت‌های هواپیمایی  | مقصدهای پروازی                 |
| ------------------ | ------------------------------ |
| Air Canada Express | هلفکس استانفیلد، پیرسون تورنتو |
| ایر سن-پیر         | فصلی: سن-پیر                   |
| وست جت             | فصلی: پیرسون تورنتو            |
| WestJet Encore     | هلفکس استانفیلد                |

### Cargo carriers
- Air Canada Express[۱]